# Blame It on the Boogie
Blame It on the Boogie is een nummer van de Amerikaanse band The Jacksons. Het is de eerste single van hun dertiende album Destiny.

## Achtergrondinformatie
"Blame It on the Boogie" werd geschreven door Mick Jackson (geen familie van The Jacksons), samen met zijn broer David en producent Elmar Krohn waarmee hij de soulband Jacko vormt. Aanvankelijk werd het nummer voor Stevie Wonder geschreven, maar die bedankte, dus besluit Jacko de plaat zelf op te nemen, waarna ze het meenemen naar Midem, een bekende muziekbeurs. Daar is ook het management van The Jacksons (dan nog Jackson 5), dat wanhopig op zoek is naar stoerder materiaal voor de band na het toch wat zoetsappige Ben. 
De manager van The Jacksons brengt de band in aanraking met "Blame It on the Boogie", waarna de band de plaat direct opneemt. Hiermee wilden ze de plaat uitbrengen voordat Mick Jackson dat doet. Die brengt de plaat op zijn beurt één week voor The Jacksons uit. Beide versies van het nummer verschijnen vrijwel tegelijkertijd in de Engelse hitlijsten en de artiesten vechten voor publiciteit. The Battle of the Boogie, noemt de Britse pers het. The Jacksons en Mick Jackson promoten hun versies in radioshows en bij televisieprogramma's als Top of the Pops. De versie van The Jacksons werd de bekendste versie. Hoewel het een bescheiden 54e positie behaalt in de Amerikaanse Billboard Hot 100, wordt het een top 20-hit op de Britse eilanden. In het Nederlandse taalgebied wordt het zelfs een top 10-hit; met in zowel de Nederlandse Top 40 als de Vlaamse Radio 2 Top 30 een 7e positie.
Niet alleen wordt het nummer van The Jacksons de bekendste versie, ook grijpt Mick Jackson inkomsten mis als schrijver van de hit. Mick, broer David en Elmar wachten twee jaar op hun deel van de opbrengsten, maar ze krijgen geen cent. Mick is het zat dat hij niets krijgt voor zijn hit en sleept zijn manager, die blijft zeggen dat ze "geduld moeten hebben en echt wel miljonairs worden", voor de rechter. Al snel komt de zaak tot een schikking, omdat Mick de advocaten niet langer kan betalen. De singer-songwriter krijgt daardoor slechts een klein deel van wat hij verdient voor de wereldhit van The Jacksons. In 2010 bracht Micks zoon Sam de documentaire The Other Michael Jackson uit. Hiermee wil hij duidelijk maken dat de echte "Battle of the Boogie" niet met The Jacksons was, maar met zijn vaders manager. Inmiddels ligt Mick niet meer wakker van de situatie.
In 1989 brengt de Britse boyband Big Fun een eveneens dansbare cover van het nummer uit. Ook deze versie werd in veel landen een hit. Het bereikte de 28e positie in de Nederlandse Top 40 en de 14e in de Vlaamse Radio 2 Top 30.

## NPO Radio 2 Top 2000
| Nummer met noteringen in de NPO Radio 2 Top 2000 | '01  | '02  |
| ------------------------------------------------ | ---- | ---- |
| Blame It on the Boogie                           | 1353 | 1922 |

1. ↑  Een vetgedrukt getal geeft de hoogste notering aan.
2. ↑  2001 was het eerste jaar met een notering voor dit nummer.
3. ↑  Deze tabel is bijgewerkt tot en met de laatste editie (2024).